# Speciale lineaire groep
In de groepentheorie, een tak van de hogere algebra, bestaat de speciale lineaire groep uit de vierkante matrices met determinant 1.  Het zijn de volumebehoudende lineaire transformaties.

## Definitie
Zij K een commutatief lichaam.
De speciale lineaire groep in n dimensies over K, genoteerd SL(n,K), bestaat uit de vierkante n×n-matrices met elementen in K waarvan de determinant 1 is. De groepsbewerking is de matrixvermenigvuldiging.

### Verantwoording
Als een vierkante matrix determinant 1 heeft, dan is hij inverteerbaar. Hieruit volgt dat SL(n,K) een deelverzameling is van de algemene lineaire groep GL(n,K), de inverteerbare vierkante matrices met elementen in K. Bovendien is de determinant van een product van vierkante matrices gelijk aan het product van hun determinanten, zodat de deelverzameling SL(n,K) stabiel blijft onder matrixvermenigvuldiging en onder het nemen van inversen. Ze vormt dus een ondergroep van GL(n,K).

## Voorbeeld
De reële speciale lineaire groep in twee dimensies {\displaystyle SL(2,\mathbb {R} )} bestaat uit de {\displaystyle 2\times 2}-matrices met reële elementen en determinant 1.
{\displaystyle SL(2,\mathbb {R} )=\left\{{\begin{bmatrix}a&b\\c&d\end{bmatrix}}|ad-bc=1\right\}}
Vierkante {\displaystyle n\times n}-matrices kunnen worden opgevat als lineaire transformaties
van de n-dimensionale vectorruimte Kn. Bij reële vierkante matrices is de determinant gelijk aan het
georiënteerde volume van de getransformeerde eenheidskubus.
De reële speciale lineaire groep is dus de groep der volumebehoudende lineaire transformaties van de n-dimensionale ruimte.

## Coördinaten
Voor {\displaystyle K=\mathbb {R} } en {\displaystyle K=\mathbb {C} } kunnen de elementen van SL(n,K) worden uitgedrukt in reële coördinaten. Technisch zeggen we dat deze groepen Lie-groepen zijn. (met reële dimensie n2-1 resp. 2n2-2).

## Eindige groepen
Als K een eindig lichaam is met k elementen, dan is SL(n,K) een eindige groep. Zo heeft bijvoorbeeld SL(2,K) steeds k(k+1)(k-1) elementen.

## Projectieve speciale lineaire groep
De scalaire veelvouden van de eenheidsmatrix met determinant 1 vormen een normaaldeler van SL(n,K). Deze is niet-triviaal als het getal 1 een niet-triviale n-demachtswortel heeft in het lichaam K. Bijvoorbeeld: in de reële getallen heeft 1 twee verschillende vierkantswortels, namelijk 1 zelf en -1. De groep {\displaystyle SL(2,\mathbb {R} )} heeft dus een normaaldeler die bestaat uit de twee matrices
{\displaystyle {\begin{bmatrix}1&0\\0&1\end{bmatrix}},{\begin{bmatrix}-1&0\\0&-1\end{bmatrix}}}
De bijhorende factorgroep heet projectieve speciale lineaire groep in n dimensies over K. Men noteert hem gewoonlijk als PSL(n,K).

## Trivia
De Franse wiskundige Serge Lang publiceerde een boek met de titel {\displaystyle SL(2,\mathbb {R} )} als verwijzing naar zijn eigen initialen.